# Флоренс Лі
Флоренс Лі (англ. Florence Lee, 12 березня 1888 — 1 вересня 1962) — американська акторка німого кіно, театру та сценаристка.
За свою акторську кар'єру Флоренс Лі знялася в 99 фільмах. Вона найбільш відома за роллю бабусі сліпої продавчині квітів у фільмі Чарлі Чапліна «Вогні великого міста» (1931). 
Була тричі одружена, останнім щлюбом з канадським актором Деллом Гендерсоном, який помер в 1956 році.
Флоренс Лі померла в Голлівуді у віці 74 років.

## Вибрана фільмографія
- 1912 — Голос з глибини / A Voice from the Deep
- 1924 — Шлях людини / The Way of a Man
- 1925 — Кінофільм /
- 1926 — Мої зірки / My Stars — мати
- 1931 — Вогні великого міста / City Lights — бабуся сліпий дівчата